# ارزیابی ملی اقلیم
ارزیابی ملی اقلیم (به انگلیسی: National Climate Assessment) یک تلاش بین‌سازمانی دولت ایالات متحده است که در حال انجام در زمینه علم تغییر اقلیم که تحت نظارت قانون تحقیقات تغییرات جهانی در سال ۱۹۹۰ انجام شده‌است. ارزیابی ملی اقلیم محصول اصلی از برنامه تحقیقاتی تغییر جهانی ایالات متحده (USGCRP) است که تیمی از کارشناسان را هماهنگ می‌کند و نظرات کمیته مشاوره فدرال را دریافت می‌کند. پژوهش‌های ارزیابی ملی اقلیم در گزارش‌های اجباری ارزیابی ملی اقلیم ادغام و خلاصه شده‌است. این گزارش‌ها به‌طور گسترده توسط مردم و کارشناسان، از جمله آژانس‌های فدرال و هیئتی از آکادمی ملی علوم بررسی می‌شود. برای سومین ارزیابی ملی اقلیم که در سال ۲۰۱۴ منتشر شد، برنامه تحقیقاتی تغییر جهانی ایالات متحده صدها کارشناس را هماهنگ کرد و از یک کمیته مشورتی فدرال شصت‌نفره مشاوره دریافت کرد. چهارمین ارزیابی ملی اقلیم (NCA4) در دو جلد در اکتبر ۲۰۱۷ و نوامبر ۲۰۱۸ منتشر شد.